# Anomalon texanum
Anomalon texanum är en stekelart som först beskrevs av Cresson 1872.  Anomalon texanum ingår i släktet Anomalon och familjen brokparasitsteklar. Inga underarter finns listade i Catalogue of Life.